# TopSkiPass Kärnten & Osttirol
TopSkiPass Kärnten & Osttirol, également appelé Kärntner Skipass, est le nom commercial désignant le regroupement de 34 stations de ski situées dans le Land de Carinthie et dans le Tyrol oriental (Osttirol) en Autriche.
Les domaines skiables, cumulant un total de 1 031 km de pistes desservies par 289 remontées mécaniques, sont reliés entre eux uniquement par la route.
Les stations suivantes en font partie :
- Ankogel
- Bad Kleinkirchheim
- Baumgartnerhöhe
- Bodental
- Dreiländereck
- Emberger Alm
- Falkert
- Flattnitz
- Funpark Schleppe Alm
- Gerlitzen
- Grossglockner-Heiligenblut
- Goldeck
- Hochrindl
- Innerkrems-Schönfeld
- Kals am Großglockner (Tyrol oriental)
- Kartitsch (Tyrol oriental)
- Katschberg
- Klippitztörl
- Koralpe
- Kötschach-Mauthen
- Lienz (Tyrol oriental)
- Matrei in Osttirol (Tyrol oriental)
- Mölltaler Gletscher
- Obertilliach (Tyrol oriental)
- Petzen
- Sillian (Tyrol oriental)
- Simonhöhe
- Skiarena Nassfeld
- Sankt Jakob in Defereggen (Tyrol oriental)
- Turracher Höhe
- Verditz
- Weinebene
- Weissbriach
- Weissensee